# 聖多明哥德卡皮利亞斯區

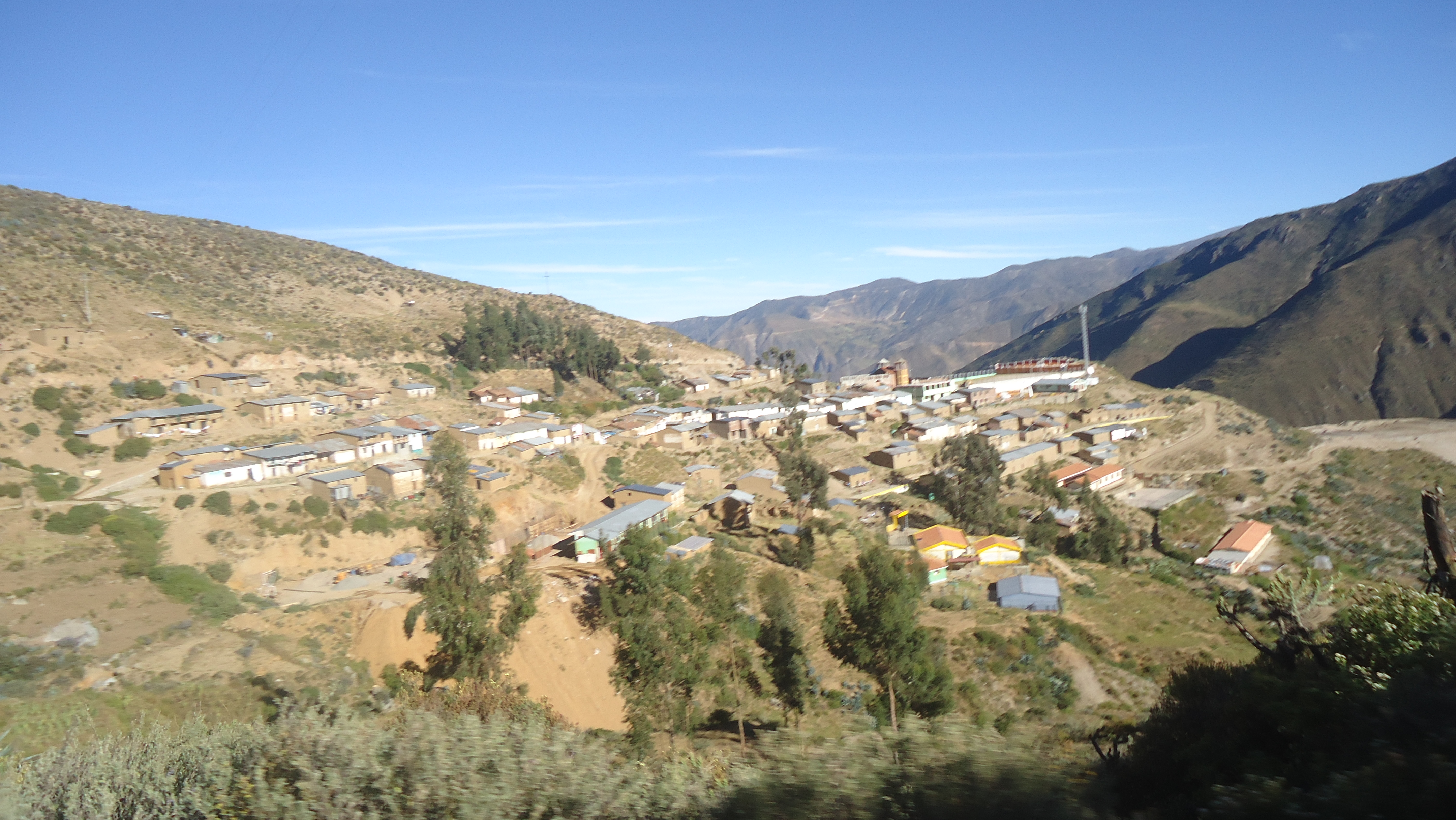

聖多明哥德卡皮利亞斯區（西班牙語：Distrito de Santo Domingo de Capillas），是秘魯的一個區，位於該國中南部萬卡韋利卡大區的瓦伊塔拉省，始建於1956年1月26日，面積248.56平方公里，海拔高度3,367米，2005年人口1,024，人口密度每平方公里4.1人。